# Edifici UNED
Edifici UNED és una obra del municipi de Girona inclosa en l'Inventari del Patrimoni Arquitectònic de Catalunya.

## Descripció
És un edifici de planta irregular, amb estructura de parets de càrrega, distribuït en planta baixa i dues plantes pis. Les façanes són arrebossades i pintades i presenta senzills elements d'ornamentació a les llindes de les obertures i una cornisa de remat. A la darrera restauració s'hi afegit un estucat llis que actua de basament de les façanes. Les diferents plantes interiors, que donen cabuda a les aules i diferents serveis, es comuniquen per una escala interior.

## Història
Originàriament l'edifici pertanyia a l'Empresa Grober S.A, dedicada a la fabricació de botons, que el construí per donar-li cabuda a una escola destinada als fills dels treballadors. Al costat també havia el centre cultural de la mateixa empresa, que actualment funciona com a cinema privat (Cinema Modern). L'edifici ha estat recentment restaurat i és destinada a donar cabuda a les instal·lacions de la Universitat Nacional de Educación a Distancia (UNED).